# Dasypecus heteroneurus
Dasypecus heteroneurus är en tvåvingeart som beskrevs av Philippi 1865. Dasypecus heteroneurus ingår i släktet Dasypecus och familjen rovflugor. Inga underarter finns listade i Catalogue of Life.